# 佐藤まさよし
佐藤 まさよし（さとう まさよし、1970年6月14日 - ）は、日本の男性声優。81プロデュース所属。京都府出身。

## 人物
舞鶴高等学校卒業。
以前はテアトル・エコーに所属していた。

## 出演作品

### テレビアニメ
- 彼氏彼女の事情（1998年、クラスメイト）
- 虹の戦記イリス（1998年、修理ロボ）
- 爆走兄弟レッツ&ゴー!!MAX（1998年、少年）
- ヨシモトムチッ子物語（1998年、マイマイカブリシミズ）
- ぶぶチャチャ（1999年、ホッジス）
- KAIKANフレーズ（2000年、ユック）
- だいすき!ぶぶチャチャ（2001年、ホッジス、牛バス）
- 爆転SHOOT!ベイブレード（2001年、アンディ）
- あたしンち（2002年、生徒）
- まじかるカナン（2005年、社員）

### OVA
- MASTERキートン（1998年、フィル）

### ゲーム
- ときめきメモリアルドラマシリーズ Vol.3 旅立ちの詩（1999年）
- ハリー・ポッターと炎のゴブレット（2005年、ロン・ウィーズリー）

### ドラマCD
- THE MANZAI（2006年、蓮田伸彦）

### 吹き替え

#### 映画
- スターシップ・トゥルーパーズ（ラニー）
- デモリションマン ※DVD版

#### テレビドラマ
- サブリナ（ゴーディ）
- フリークス学園（ゴードン・クリスプ）
- ベイウォッチVI（サーファー）
- ミュージックピザ（フィンガーズ）

#### アニメ
- ドンキーコング（1999年、クラップトラップ）
- 邪悪なコンカルネ（コッドコマンドー、デストラクティカス）
- ビリー&マンディ（ビリー）
  - ビリー&マンディの大冒険（ビリー、ビリボット）
- ボブとはたらくブーブーズ（スクープ）
- ワイルド・ソーンベリーズ（ビーダマン）

### 特撮
- 仮面ライダー龍騎（2002年、モンスターたちの声）[8]

### テレビ番組
- ひとりでできるもん! 第5シリーズ（2000年4月 - 2002年3月、ヨゴレンボの声）

### CM
- カートゥーン ネットワークスポットCM（ビリー）